# Neonerita parapressa
Neonerita parapressa är en fjärilsart som beskrevs av Paul Dognin 1911. Neonerita parapressa ingår i släktet Neonerita och familjen björnspinnare. Inga underarter finns listade i Catalogue of Life.